# Kurt von Wilmowski
Adolf Wilhelm Kurt Freiherr von Wilmowski (Merseburg, 7 mei 1850 - Jena, 6 augustus 1941) was een Pruisisch staatsman.
Hij studeerde rechten te Lausanne, Heidelberg en Berlijn. Na in de Frans-Duitse Oorlog te hebben gestreden had hij verschillende posten bij justitie in Brandenburg. Hij werkte sinds 1877 bij de regering in Hannover en werd in 1884 Regierungsrat en ambtenaar in het ministerie van Landbouw, Domeinen en Bosbeheer. In 1885 werd hij geheim regeringsraad, rapporteur en lid van de vestigingscommissie voor Posen en West-Pruisen.
Hij leidde onder Chlodwig zu Hohenlohe-Schillingsfürst de rijkskanselarij en was van 1901 tot 1906 eerste president van de provincie Sleeswijk-Holstein en vervolgens tot 1908 van Saksen. Aangezien hij in deze laatste hoedanigheid weinig presteerde, trad hij in 1908 af. Als Landeshauptmann van deze zelfde provincie (1908-1921) was hij van meer belang. Daarna werd hij lid van de Raad van State. Hij stierf op 91-jarige leeftijd in 1941.
- Gemeinsame Normdatei: 117395706
- International Standard Name Identifier: 0000 0000 0978 8683
- Virtual International Authority File: 35233016
- WorldCat: E39PBJcwGkhyyQMyYWGVM6BF8C